# Crime în imobil
Crime în imobil (în engleză Only Murders in the Building) este un serial de televiziune american de comedie creat și produs de Steve Martin și John Hoffman și difuzat din 31 august 2021 pe platforma de streaming Hulu. În toate țările francofone, serialul este difuzat pe canalul virtual Star, accesibil prin serviciul Disney+ de la 31 august 2021.
Serialul este reînnoit pentru un al doilea sezon, difuzat de la 28 iunie 2022. La 11 iulie 2022, platforma de streaming Hulu, pe care se difuzează serialul, a anunțat reînnoirea serialului pentru un al treilea sezon. Pe 3 octombrie 2023, a fost anunțat sezonul patru. În septembrie 2024, serialul a fost prelungit cu sezonul cinci.

## Sinopsis
Charles-Haden Savage, Oliver Putnam și Mabel Mora, trei chiriași ai clădirii Arconia din cartierul new-yorkez Upper West Side, care până atunci nu s-au cunoscut, descoperă printr-o combinație de circumstanțe că toți împărtășesc aceeași pasiune pentru dosarele penale. O pasiune pe care decid repede să o folosească atunci când în clădirea lor are loc un deces: poliția consideră că este vorba despre o sinucidere, dar trio-ul, care a găsit indicii contrare, nu este de această părere și se gândește la o crimă. Ei decid să creeze un podcast și să-și conducă propria investigație. Sezonul secund aduce o nouă investigație după o nouă crimă petrecută în același imobil. Sezoanele doi, trei și patru se încheie cu câte o crimă care urmează să fie investigată în sezonul următor.

## Personaje și distribuție

### Roluri principale
- Steve Martin în rolul lui Charles-Haden Savage, un actor semi-pensionat, care a fost vedeta popularului serial de televiziune de dramă polițistă Brazzos din anii 1990. Locuiește în apartamentul 14C din clădirea Arconia.
- Martin Short în rolul lui Oliver Putnam, un regizor de Broadway ambițios, dar cu probleme financiare, care dă naștere la ideea podcastului și devine regizorul acestuia. Locuiește în apartamentul 10D din clădirea Arconia.
- Selena Gomez în rolul Mabel Mora, o tânără artistă care locuiește în apartamentul 12E din clădirea Arconia, un apartament pe care îl renovează pentru mătușa ei și care a fost prietenă în anii copilăriei și adolescenței cu victima crimei din primul sezon, Tim Kono.

### Roluri secundare
- Aaron Dominguez în rolul lui Oscar Torres (sezonul 1), un prieten al lui Mabel și Tim care a fost condamnat pe nedrept pentru uciderea prietenei lor Zoe cu zece ani mai devreme și recent eliberat din închisoare.
- Amy Ryan în rolul Jan Bellows (sezonul 1; sezonul 2 recurent, invitată în sezonul 4), o interpretă profesionistă la fagot care locuiește în apartamentul 6A la Arconia și începe să se întâlnească cu Charles.
- Cara Delevingne în rolul Alice Banks (sezonul 2), lucrează la un studio de artă numit Third Arm Gallery și are o relație amoroasă cu Mabel.
- Julian Cihi în rolul Tim Kono (sezonul 1), un rezident din apartamentul 9A la Arconia care moare în primul episod. Circumstanțele misterioase din jurul morții sale îi determină pe Charles, Oliver și Mabel să facă propria lor investigație.
- Tina Fey în rolul Cinda Canning, gazda podcastului „Adevărata crimă All Is Not OK in Oklahoma”
- Adina Verson în rolul Poppy White, asistenta ambițioasă a Cindei.
- Jayne Houdyshell în rolul Bunny Folger, președintele consiliului de conducere al Arconia și rezident în 12A. Bunny apare în flashback-uri în sezonul 2.
- Da'Vine Joy Randolph în rolul detectivei Williams, cea care investighează uciderea lui Kono. Inițial a închis cazul, dar devine din nou interesată după ce soția ei începe să asculte podcastul.
- Nathan Lane în rolul lui Teddy Dimas, un rezident din Arconia în apartamentul 6B, proprietar al lanțului de delicatese și vechi prieten și patron al lui Oliver, care acceptă să sponsorizeze podcastul.
- James Caverly în rolul Theo Dimas, fiul lui Teddy Dimas care este surd și locuiește, de asemenea, în apartamentul 6B.
- Michael Rapaport în rolul detectivului Kreps (sezonul 2), un detectiv care anchetează uciderea lui Bunny.
- Michael Cyril Creighton în rolul Howard Morris, un locuitor al Arconia care iubește pisicile și a cărui pisică moare în aceeași noapte cu Tim Kono. În sezonul trei devine asistentul lui Oliver la piesa de teatru iar în sezonul patru ajută la investigații.

### Invitați
- Sting își joacă propriul rol - o versiune ficțională a lui însuși (sezonul 1), un rezident din Arconia.
- Jimmy Fallon ca el însuși (sezonul 1).
- Jane Lynch ca Sazz Pataki, cascadoarea lui Charles.
- Amy Schumer ca o versiune ficțională a ei însăși (sezonul 2). Ea se mută în fostul apartament al lui Sting și îi propune lui Oliver un serial TV bazat pe podcast-ul lor.
- Shirley MacLaine ca Rose Cooper (sezonul 2), iubita și pictorița tatălui lui Charles, care s-a prefăcut a fi mama lui Bunny, Leonora Folger.
- Paul Rudd în dublu rol: 
  - Ben Glenroy (sezonul 3), un actor hollywoodian omorât în seara premierei primei sale piese pe Broadway[3]
  - Glen Stubbins (sezonul 4), un cascador, dublura lui Ben Glenroy.[4]
- Meryl Streep în rolul Loretta Durkin (începând din sezonul 3),actriță fără succes la roluri de care se îndrăgostește Oliver care o distribuie în piesa sa de teatru
- Zach Galifianakis (sezonul 4) într-o versiune ficțională a lui însuși, angajat să joace rolul lui Oliver într-un film adaptat după podcastul Crime în imobil
- Eugene Levy (sezonul 4) într-o versiune ficțională a lui însuși, angajat să joace rolul lui Charles într-un film adaptat după podcastul Crime în imobil
- Eva Longoria (sezonul 4) într-o versiune ficțională a ei înseși, angajată să joace rolul lui Mabel într-un film adaptat după podcastul Crime în imobil[5]

## Episoade
| Sezonul | Sezonul | Episoade | Episoade | Premiera TV    | Premiera TV       |
| Sezonul | Sezonul | Episoade | Episoade | Prima lansare  | Ultima lansare    |
| ------- | ------- | -------- | -------- | -------------- | ----------------- |
|         | 1       | 10       | 10       | 31 august 2021 | 19 octombrie 2021 |
|         | 2       | 10       | 10       | 28 iunie 2022  | 23 august 2022    |
|         | 3       | 10       | 10       | 8 august 2023  | 3 octombrie 2023  |
|         | 4       | 10       | 10       | 27 august 2024 | 29 octombrie 2024 |

### Sezonul 1 (2021)
| Nr. în serial | Nr. în sezon | Titlu                              | Regizat de          | Scris de                          | Data lansării      | Cod de producție |
| --- | ------------ | ---------------------------------- | ------------------- | --------------------------------- | ------------------ | ---------------- |
| 1 | 1            | „O crimă reală”                    | Jamie Babbit        | Steve Martin & John Hoffman       | 31 august 2021     | 1DWB01           |
| Charles-Haden Savage, un fost actor de televiziune; Oliver Putnam, un regizor de Broadway; și Mabel Mora, o renovatoare de apartamente, locuiesc la Arconia. Din întâmplare, cei trei se întâlnesc într-un lift, alături de Tim Kono, care intră vorbind la telefon. Mai târziu, după ce au evacuat clădirea pentru o alarmă, ei se leagă prin pasiunea lor comună pentru podcasturi despre crime. Cei trei află că a avut loc un deces la Arconia și se strecoară înapoi înăuntru, unde îl văd pe Tim, mort. Anchetatorii cred că a fost o sinucidere, dar cei trei cred altfel. Ei încep un podcast intitulat „Doar crime în imobil”, pe măsură ce continuă să investigheze. O fotografie veche este afișată cu Mabel și prietenii pe care i-a numit „My Hardy Boys ”, care include și Tim. Notă: Episodul începe cu un flash-forward la două luni după prima întâlnire a trio-ului, în care Charles și Oliver o găsesc pe Mabel îngenuncheată deasupra unui cadavru. |              |                                    |                     |                                   |                    |                  |
| 2 | 2            | „Cine este Tim Kono?”              | Jamie Babbit        | Kirker Butler                     | 31 august 2021     | 1DWB02           |
| Charles și Oliver încearcă să afle mai multe despre cine a fost Tim și, împreună cu Mabel, participă la o slujbă de pomenire pentru el. Se dezvăluie că era nepopular printre mulți locuitori din Arconia și i s-au depus mai multe plângeri. Trioul intră în apartamentul lui Tim pentru a găsi mai multe indicii, dar lipsa lor de încredere unul în celălalt încordează lucrurile. Mabel înregistrează în privat un videoclip care dezvăluie că îl cunoaște pe Tim de când erau copii. Pe măsură ce creșteau, s-au mai împrietenit cu Oscar și Zoe. Într-o noapte, cu 10 ani mai devreme, cei patru au participat la o petrecere de Revelion pe acoperișul clădirii, iar Zoe a fost găsită mai târziu moartă. După ce se certase în acea seară cu Zoe, Oscar a fost arestat pentru uciderea ei, dar Tim i-a spus lui Mabel că a văzut pe altcineva luptându-se cu Zoe înainte de a muri. El nu a dezvăluit acest lucru poliției, provocând o ruptură între el și Mabel. Mai târziu, Mabel revine în apartamentul lui Tim și găsește mai multe bijuterii ascunse și câteva dintre desenele ei vechi. |              |                                    |                     |                                   |                    |                  |
| 3 | 3            | „Cât de bine își cunoști vecinii?” | Gillian Robespierre | Ben Smith                         | 31 august 2021     | 1DWB03           |
| Oliver își folosește abilitățile de regizor de teatru pentru a-l găsi pe principalul suspect în anchetă, care îi conduce la vecinul lor iubitor de pisici, Howard. Ei găsesc urmele lăbuțelor pisicii sale în sângele lui Tim, dar la o vizită descoperă că i se face rău la vederea sângelui, ceea ce îl face imposibil să fie un criminal cu sânge rece. Președintele consiliului de administrație, Bunny Folger, amenință că îl va evacua pe Oliver dacă nu își plătește chiria. Oliver se duce la vechiul său asociat Teddy, cerșind bani; după ce a refuzat inițial, Teddy este de acord să sponsorizeze podcastul. Charles o întâlnește pe Jan, un solistă la fagot. Oliver îl vede pe Sting în lift și crede că poate fi și suspect. Mabel dă peste o notă de la Tim care detaliază o întâlnire într-o săptămână cu cineva identificat doar ca „GM”. Oliver descoperă un bilet de amenințare pe ușa lui și că Winnie, buldogul său, a fost otrăvit, probabil de același făptuitor. |              |                                    |                     |                                   |                    |                  |
| 4 | 4            | „Capcana”                          | Gillian Robespierre | Kristin Newman                    | 7 septembrie 2021  | 1DWB04           |
| Oliver bănuiește că Sting a otrăvit-o pe Winnie și solicită ajutorul lui Charles și Mabel pentru a dovedi că este vinovat atât de otrăvirea lui Winnie, cât și de uciderea lui Tim. După ce a consultat-o pe Cinda Canning, gazda podcastului lor preferat, trio-ul îi oferă lui Sting un curcan și îl întreabă despre Tim, care s-a dezvăluit că este fostul agent de bursă al lui Sting. Sting mărturisește vinovat că, după ce Tim a pierdut o sumă substanțială din bani, l-a concediat furios pe Tim și i-a spus să se sinucidă, dar este ușurat când cei trei anunță că cred că moartea lui Tim a fost o crimă, nu o sinucidere. Între timp, Charles iese la o întâlnire cu Jan. Este un dezastru, dar ea acceptă o a doua întâlnire când Charles îi împărtășește mai târziu o poveste personală. Mabel află că „GM” este de fapt un loc numit „Montrose Gems” și fiul lui Oliver, Will, dezvăluie că își amintește de Mabel din tinerețe și de legătura ei cu Tim. Charles, Oliver și Mabel devin subiectul noului podcast al Cindei Canning, Numai criminali din imobil. |              |                                    |                     |                                   |                    |                  |
| 5 | 5            | „Schimbare”                        | Don Scardino        | Thembi L. Banks                   | 14 septembrie 2021 | 1DWB05           |
| Mabel este urmărită de o persoană misterioasă, care se dovedește a fi vechiul ei prieten Oscar, recent eliberat din închisoare după ce a fost condamnat pe nedrept pentru uciderea lui Zoe. El se oferă să o conducă oriunde se duce, iar Mabel îl îndrumă spre Bayport, New York, pe Long Island. Charles și Oliver o văd pe Mabel părăsind Arconia cu un străin, așa că o urmăresc cu ajutorul gazdelor unui podcast de horticultură, care au auzit despre podcast-ul lor. Charles și Oliver o ajung din urmă pe Mabel, care în cele din urmă recunoaște că l-a cunoscut pe Tim. Locul pe care încerca să-l găsească s-a dovedit a fi un salon de tatuaje care era un punct de contact al unui comerciant de bijuterii de pe piața neagră pe nume „Angel”. Ei află că Tim a încercat să-l doboare pe Angel de ani de zile, motiv pentru care a strâns bijuteriile în apartamentul său. Oscar recunoaște că este „Tie-Dye Guy”, cineva pe care Charles l-a văzut în timpul evacuării clădirii, dar susține că nu l-a ucis pe Tim; era, totuși, în fața ușii lui Tim când a auzit o împușcătură. |              |                                    |                     |                                   |                    |                  |
| 6 | 6            | „Protecție și ajutor”              | Don Scardino        | Madeleine George & Kim Rosenstock | 21 septembrie 2021 | 1DWB06           |
| Oscar și Mabel par să aibă sentimente unul pentru celălalt. Mama lui Mabel nu vrea ca ea să fie implicată în ancheta crimei lui Tim, dar Mabel își afirmă independența în această chestiune. Între timp, detectivul Williams descoperă popularitatea din ce în ce mai mare a podcast-ului Crime în imobil și vrea să închidă cazul lui Tim. În timp ce se confruntă cu presiunea venirii primului copil al ei și al soției sale, ea decide să îi trimită lui Mabel telefonul lui Tim pentru a îi ajuta la investigație. Cinda Canning apare în emisiunea lui Jimmy Fallon, batjocorind deschis podcastul, dar Teddy este încântat că afacerea lui este menționată în emisiunea lui Fallon. El le scrie lui Charles și Oliver un cec de 50.000 de dolari pentru mai multe episoade. Charles observă că cecul este extras dintr-un cont „Angel”, făcându-l pe Teddy dealer-ul de pe piața neagră pe care Tim îl urmărea. |              |                                    |                     |                                   |                    |                  |
| 7 | 7            | „Băiatul de la 6B”                 | Cherien Dabis       | Stephen Markley & Ben Philippe    | 28 septembrie 2021 | 1DWB07           |
| Fiul lui Teddy, Theo, spionează trio-ul și intră prin efracție pentru a fotografia tabloul suspectului lor, transmițându-i tatălui său că podcast-ul este despre ei, dar Teddy respinge îngrijorările. Charles și Mabel intră prin efracție în apartamentul lui Teddy și descoperă o cameră secretă de urne dintr-o casă de pompe funebre. Îl evită pe Theo, care mai târziu observă o mănușă de cauciuc pe care au lăsat-o în urmă. În timp ce Oliver și Mabel pleacă să investigheze casa de pompe funebre, Charles are o întâlnire cu Jan. La casa de pompe funebre, cei doi descoperă o cameră secretă cu bijuterii. Theo lucrează acolo și fură obiecte de pe cadavre și în curând îi observă pe Oliver și Mabel. Flashback-urile dezvăluie că Theo era îndrăgostit de Zoe, care a observat și a comunicat înapoi în limbajul surdo-mut. Theo a văzut-o pe Zoe furând un inel din apartamentul lui Teddy, lucru pe care Teddy l-a observat în timpul petrecerii de Revelion. După o ceartă, Theo a împins-o accidental pe Zoe de pe acoperiș. Tim a fost singurul martor, dar o amenințare implicită cu moartea din partea lui Teddy l-a făcut să tacă. În prezent, Theo i-a răpit pe Oliver și Mabel, conducându-i într-un loc necunoscut, dar nu înainte de a-i trimite mesaje lui Charles, spunându-i că parola pentru telefonul lui Tim ar putea fi „THEO”. Note: Nu există niciun dialog audibil pe tot parcursul, care include scene din perspectiva lui Theo, care fiind surd nu poate să audă ceva. |              |                                    |                     |                                   |                    |                  |
| 8 | 8            | „Ficțiune”                         | Cherien Dabis       | Matteo Borghese & Rob Turbovsky   | 5 octombrie 2021   | 1DWB08           |
| Teddy îi readuce pe Mabel și Oliver în Arconia, cu condiția ca aceștia să încheie podcastul și să absolve familia Dimas de suspiciuni. Înapoi la clădire, Mabel și Oliver se întâlnesc cu fani ai podcastului care se autointitulează „Arconiacii”. Detectivul Williams sugerează că trio-ul dezvăluie toate dovezile pe podcast. Oscar spune că Tim avea deja inelul verde al lui Zoe când a murit și plănuia să-l folosească drept dovadă, deși nu se știe unde se află. Disperat de noua turnură a cazului, Oliver îi invită pe Arconiaci să ajute grupul să rezolve uciderea lui Tim la timp pentru finalul seriei. Charles este distras de Jan, iar Mabel și Oliver o forțează să iasă din anchetă. Jan se întoarce în apartamentul ei, unde găsește pe ușă un bilet de avertizare pe care scrie: „TE URMĂRESC”. Premiera ultimului episod al podcastului aduce dovezi ale crimelor familiei Dimas. Williams se îndoiește de implicarea familiei Dimas în crimă, când autopsia lui Tim dezvăluie moartea prin otrăvire. Imaginile de securitate demonstrează, de asemenea, că Teddy și Theo nu se aflau în clădire la momentul uciderii lui Tim. Charles vizitează apartamentul lui Jan, unde o găsește inconștientă și sângerând. |              |                                    |                     |                                   |                    |                  |
| 9 | 9            | „Grabă”                            | Jamie Babbit        | John Hoffman & Kristin Newman     | 12 octombrie 2021  | 1DWB09           |
| Pe podcast-ul lor, trio-ul își retrage acuzațiile aduse lui Teddy și Theo privind uciderea lui Tim. Jan supraviețuiește înjunghierii ei, iar Charles o ajută la recuperarea ei. Fostul cascador al lui Charles, Sazz Pataki, apare și sare imediat să ajute trio-ul să investigheze, spre disperarea lui Charles și Jan. Mai târziu, este convocată o ședință de clădire pentru a aborda podcastul și a vota evacuarea trio-ului, chiar și după ce Charles spune că podcast-ul s-a terminat. Oliver și Mabel încearcă să găsească o nouă pistă pentru a-l convinge pe Charles să rămână în anchetă și să speculeze că Tim ar fi putut avea o iubită secretă, o teorie aparent confirmată de vecinul lui Tim. Charles merge la concertul lui Jan la îndemnul lui Sazz și vede o tânără fagotistă care a înlocuit-o pe Jan în rolul de solistă. În același timp, Oliver și Mabel găsesc un curățător de fagot printre lucrurile lui Tim. |              |                                    |                     |                                   |                    |                  |
| 10 | 10           | „Caz închis”                       | Jamie Babbit        | John Hoffman & Rachel Burger      | 19 octombrie 2021  | 1DWB10           |
| Trioul realizează că Jan este criminala. Ea a fost implicată romantic cu Tim, dar l-a ucis la o zi după ce s-au despărțit. Mabel și Oliver intră în apartamentul lui Jan și găsesc dovezi, inclusiv o sticlă cu otravă, inelul verde al lui Zoe și un cuțit însângerat pe care l-a folosit pentru a se înjunghia ca să îndepărteze suspiciunile. În timp ce Charles se confruntă cu Jan, el își dă seama că ea l-a otrăvit. Jan încearcă să gazeze întreaga clădire prin șemineele nou deschise, dar cei trei aleargă la subsol și o opresc. În subsol, apare Jan și amenință că îi împușcă. Urmează o încăierare, iar Mabel o doboară pe Jan cu inelul de smarald. Jan este arestată. Mai târziu, în timp ce trioul sărbătorește, Mabel merge să ia mai multă șampanie, iar Oliver și Charles primesc un mesaj text misterios prin care li se spune să părăsească imediat clădirea. Scena care a deschis serialul se repetă, Oliver și Charles aleargă la Mabel și o găsesc aplecată deasupra cadavrului lui Bunny, plină de sânge. Trio-ul este condus afară din Arconia cu cătușe, în timp ce chiriașii Arconia și alții, inclusiv detectivul Williams, Oscar și Cinda, urmăresc. |              |                                    |                     |                                   |                    |                  |

### Sezonul 2 (2022)
| Nr. în serial | Nr. în sezon | Titlu                          | Regizat de    | Scris de                                      | Data lansării  | Cod de producție |
| --- | ------------ | ------------------------------ | ------------- | --------------------------------------------- | -------------- | ---------------- |
| 11 | 1            | „Persoane de interes”          | John Hoffman  | John Hoffman & Noah Levine                    | 28 iunie 2022  | 2DWB01           |
| Charles, Oliver și Mabel sunt arestați și intervievați de detectivul Williams și detectivul Kreps înainte de a fi eliberați din cauza lipsei de probe. Mabel le sugerează să urmeze sfatul poliției și să stea departe de caz. Mai târziu, o femeie pe nume Alice o invită pe Mabel la o expoziție de artă la o galerie locală și o încurajează să urmeze din nou arta. Oliver se întâlnește cu Amy Schumer care se mută în apartamentul penthouse al lui Sting și vrea să transforme podcastul într-un serial TV. Între timp, Charles este abordat să joace „Unchiul Brazzos” într-o recreere a serialului Brazzos. Trio-ul descoperă că Cinda a început un podcast pe cei trei, iar asta îi încurajează să investigheze pentru a-și curăța numele. Mabel dezvăluie că Bunny i-a spus „14” înainte de a muri. Trio-ul pătrunde în apartamentul lui Bunny și descoperă animalul de companie ei, un papagal care o imită pe Bunny. Când Howard și Uma intră, cei trei se ascund și îi aud panicați din cauza unui tablou dispărut din apartamentul lui Bunny. Trecând pe furiș printr-un lift din spate, se întorc în apartamentele lor, iar Charles descoperă tabloul lipsă agățat acum pe peretele lui. |              |                                |               |                                               |                |                  |
| 12 | 2            | „Înscenat”                     | John Hoffman  | Kristin Newman                                | 28 iunie 2022  | 2DWB02           |
| Charles își dă seama că unul dintre oamenii din tablou este tatăl său, în timp ce Mabel dezvăluie că Bunny i-a spus și „Savage” înainte de a muri. La invitația lui Howard, trio-ul participă la un memorial pentru Bunny, plănuind să returneze tabloul în apartamentul lui Bunny. Acolo o cunosc pe Leonora Folger, mama lui Bunny și proprietara tabloului. Oliver și Mabel ies cu tabloul din clădire ca să-l ducă cu liftul în apartamentul lui Bunny, plănuind să-l întâlnească pe Charles afară, lângă lift, dar Charles lasă accidental ușa să se închidă, blocându-i afară. În panică, ascund tabloul lângă un tomberon, dar mai târziu tabloul dispare. Mabel se întoarce la studioul de artă, unde Alice o încurajează să spargă o sculptură pentru a-și elibera emoțiile și, în cele din urmă, se sărută. Oliver se întâlnește cu Amy în apartamentul ei și descoperă că Amy a găsit tabloul lângă tomberon și l-a atârnat pe perete. Leonora vorbește cu Charles despre pictură, făcându-l să-și amintească o zi din copilărie când tatăl său a fost arestat. Leonora află că tabloul este la Amy, dar după inspecție, declară că este un fals. Papagalul lui Bunny este livrat lui Oliver conform testamentului lui Bunny, iar pasărea spune „Știu cine a făcut-o”. |              |                                |               |                                               |                |                  |
| 13 | 3            | „Ultima zi a lui Bunny Folger” | Jude Weng     | Ben Smith                                     | 5 iulie 2022   | 2DWB03           |
| Trio-ul încearcă să afle cum a fost ultima zi a lui Bunny înainte de a muri. Într-un flashback, se dezvăluie că în ultima zi a lui Bunny ca președinte al consiliului de administrație, s-a gândit să se mute în Florida după pensionare. A primit un telefon de la o persoană misterioasă care dorea să-i cumpere tabloul, dar a respins-o. Apoi i-a dat și ospătarului ei obișnuit de la cafenea, Ivan, bani pentru ca el să-și poată îndeplini visul de a deveni DJ și a reparat cu ușurință liftul când ea, Charles și Mabel au rămas blocați în el. La sfârșitul zilei, ea și-a dat seama cât de mult însemna Arconia pentru ea și a decis să nu se retragă, supărând-o pe urmașa ei, Nina Lin, care a amenințat-o deschis că va demisiona. Mai târziu, Bunny i-a vizitat pe Charles, Oliver și Mabel, oferindu-le o sticlă de șampanie în speranța de a se alătura sărbătorii lor, dar ei au crezut că ea era doar în trecere și nu au invitat-o să intre. O siluetă mascată și înmănușată a atacat-o când s-a întors în apartamentul ei. Trio-ul se simte vinovat că ar fi putut salva viața lui Bunny „cu un simplu act de bunătate”. Își dau seama că Nina a avut un motiv suficient pentru a o ucide pe Bunny, făcând-o principalul suspect în anchetă. |              |                                |               |                                               |                |                  |
| 14 | 4            | „Aici se uită la tine”         | Jude Weng     | Valentina Garza & Rachel Burger               | 12 iulie 2022  | 2DWB04           |
| Lucy, fiica adolescentă a fostei iubite a lui Charles, apare pe neașteptate în apartamentul lui. Ea le dezvăluie lui Charles, Oliver și Mabel că există tuneluri secrete în interiorul zidurilor Arconia pe care le-a descoperit cu ani înainte. În timp ce trec prin tuneluri, o aud pe Nina și soțul ei fiind de acord că Bunny trebuie să plece pentru ca Arconia să poată fi modernizată. Oliver este, de asemenea, martor la o ceartă între Teddy și Theo Dimas, care au fost eliberați condiționat, ceea ce îl face pe Oliver să-și reevalueze relația cu fiul său. Mai târziu, trio-ul și Lucy o vizitează pe Nina pentru a o face să mărturisească uciderea lui Bunny, dar ea intră în travaliu și le cere să-l găsească pe ucigașul lui Bunny. Lucy îi mărturisește lui Charles că a fugit de acasă după ce mama ei s-a recăsătorit. Deși atins de cuvintele lui Lucy că el este cel mai bun tată vitreg pe care l-a avut vreodată, Charles insistă ca fata să meargă acasă. Înainte de a pleca, Lucy îl avertizează pe Charles că este în pericol, dar nu îi spune că a venit la Arconia în noaptea uciderii lui Bunny și l-a văzut pe ucigaș scăpând prin tuneluri. Charles o vizitează pe Jan în închisoare pentru a-i cere ajutorul. |              |                                |               |                                               |                |                  |
| 15 | 5            | „Indiciul”                     | Cherien Dabis | Matteo Borghese & Rob Turbovsky               | 19 iulie 2022  | 2DWB05           |
| Jan îi spune lui Charles că ucigașul este posibil un artist, deoarece au compus scena crimei pentru a o înscena pe Mabel. Charles și Oliver află că Mabel se întâlnește cu Alice, care este o artistă, și devin suspicioși față de ea. La o petrecere pe care Alice o găzduiește pentru un grup de artiști, Oliver propune un joc de crimă numit „ Fiul lui Sam”. Până la sfârșitul jocului, el o declară pe Alice ucigașul și îi pune o multitudine de întrebări investigative, forțând-o să dezvăluie că a mințit despre trecutul ei și despre studiile ei, astfel încât oamenii să creadă că este o artistă legitimă. Mai târziu, ei află că Bunny a întâlnit pe cineva în restaurantul ei obișnuit cu o zi înainte de a muri, iar persoana ar putea fi ucigașul. Alice își cere scuze lui Mabel pentru că a mințit-o și cele două se împacă împărtășind secrete personale. Între timp, Will face un test ADN pentru proiectul școlar al fiului său, care dezvăluie că are strămoși greci în ciuda moștenirii irlandeze a lui Oliver. Oliver speculează cu tristețe că fosta lui soție ar fi avut o aventură cu Teddy, care ar putea fi tatăl biologic al lui Will. |              |                                |               |                                               |                |                  |
| 16 | 6            | „Evaluarea performanțelor”     | Cherien Dabis | Ben Smith & Joshua Allen Griffith             | 26 iulie 2022  | 2DWB06           |
| Trio-ul vrea să ceară ajutorul detectivului Williams cu privire la o cutie de chibrituri cu amprentă pe care au găsit-o recent, dar ea este în concediu de maternitate. Când primesc un mesaj text în numele ei pentru a-și lăsa dovezile într-un loc public, se tem că acesta este criminalul care încearcă să pună mâna pe dovezi. Ei decid să lase o bombă cu sclipici în schimb pentru a-l prinde pe ucigaș, dar problemele lor personale le distrag atenția în timp ce așteptau și îl ratează pe cel venit să ia pachetul. Între timp, Cinda găsește un bărbat din trecutul lui Mabel care susține în mod fals că Mabel i-a tăiat unul dintre degete și vrea să folosească acest lucru în podcastul ei. Asistenta Cindei, Poppy, dezvăluie câteva adevăruri ascunse despre Cinda lui Mabel. Mai târziu, Mabel merge la studioul de artă al lui Alice, unde o găsește pe Alice recreând scena crimei uciderii lui Bunny. Cu inima frântă, Mabel fuge, dar vede o persoană bombardată cu sclipici în vagonul ei de metrou. Mai târziu, Charles și Oliver văd un videoclip pe internet cu Mabel aparent înjunghiind persoana respectivă. |              |                                |               |                                               |                |                  |
| 17 | 7            | „Schimbarea pieselor”          | Chris Teague  | Stephen Markley & Ben Philippe                | 2 august 2022  | 2DWB07           |
| O serie de flashback-uri detaliază relația lui Mabel cu tatăl ei înainte de moartea acestuia de cancer. În urma incidentului din metrou, Mabel se trezește în apartamentul lui Theo fără a-și aminti atacul, iar geanta ei lipsește. Theo îi explică că și el era în vagonul de metrou, a văzut ce s-a întâmplat și a adus-o pe Mabel acasă după ce a leșinat. El îi arată lui Mabel o insignă de angajat de la Coney Island care îi căzuse atacatorului ei, așa că se duc acolo să investigheze. Mabel își recuperează geanta înainte ca atacatorul ei să o descopere, dar cutia de chibrituri dispăruse. Între timp, detectivul Williams îi vizitează pe Charles și Oliver, care dezvăluie că au cuțitul crimei pe care i-l dau pentru analiză. După ce a fugit din Coney Island, Mabel îl iartă pe Theo pentru moartea lui Zoe și își amintește de noaptea uciderii lui Bunny, realizând că a văzut pe cineva scăpând din apartamentul ei. Reunindu-se cu Charles și Oliver, Mabel îi arată lui Charles o poză cu Lucy pe care a găsit-o în geanta ei. Temându-se că Lucy este următoarea țintă a ucigașului, Charles încearcă să o sune, dar apelul este întrerupt când o pană de curent lovește orașul. |              |                                |               |                                               |                |                  |
| 18 | 8            | „Salutare, întuneric!”         | Chris Teague  | Madeleine George                              | 9 august 2022  | 2DWB08           |
| Știind că Lucy este singură în apartamentul lui Charles, trio-ul se întoarce la Arconia pentru a o salva de ucigaș. Între timp, pana de curent îi obligă pe locuitorii din Arconia să facă noi conexiuni. Howard se întâlnește cu unul dintre vecinii săi, de care este îndrăgostit și, în cele din urmă, îi cere să iasă împreună, în ciuda alergiei bărbatului la pisici. În același timp, Lester, portarul, o ajută pe Nina să monteze un leagăn pentru copii, timp în care Nina evaluează slujba lui Lester și îi oferă o promovare. Trioul descoperă că cineva a intrat în apartamentul lui Charles și a urmărit-o pe Lucy prin tunelurile secrete. Mai târziu îl întâlnesc pe Marv în tuneluri, crezând că el este ucigașul, dar, în realitate, Marv a vrut să ajute trio-ul să-l prindă pe ucigaș, dar l-a speriat neintenționat cu prezența lui. La cererea lui Marv, Oliver acceptă să-l înregistreze pentru un episod de podcast, în timp ce Lucy îi spune lui Charles ce a văzut în noaptea uciderii lui Bunny. După ce curentul revine, trio-ul îl întâlnește pe detectivul Kreps în clădire. Mabel observă niște sclipici pe gâtul lui și își dă seama că el a fost atacatorul ei. |              |                                |               |                                               |                |                  |
| 19 | 9            | „Parteneri de luptă”           | Jamie Babbit  | Kirker Butler                                 | 16 august 2022 | 2DWB09           |
| Mabel încearcă să-l confrunte pe detectivul Kreps despre implicarea lui în uciderea lui Bunny. El neagă totul, dar își menționează admirația pentru podcasturile Cindei, sporind suspiciunea lui Mabel. Între timp, Charles și Oliver descoperă pictura originală Rose Cooper ascunsă sub cușca papagalului lui Bunny. Charles descoperă în continuare că Leonora este însăși Rose Cooper. Ea îi dezvăluie lui Charles că ea și tatăl lui au fost iubiți ani de zile și el a fost arestat ca urmare a încercării de a o apăra de soțul ei furios. De asemenea, îi arată lui Charles un alt tablou ascuns în pânză, înfățișându-i pe tânărul Charles și pe tatăl său. În altă parte, Oliver află că Teddy este într-adevăr tatăl biologic al lui Will, dar, de dragul lui Will, amândoi decid să păstreze acest secret. Alice îi dă lui Mabel un puzzle ca ofrandă de pace și, cu ajutorul acestuia, Mabel își dă seama că unul dintre podcast-urile Cindei a menționat un restaurant cu logo-ul pe care l-a văzut pe rucsacul lui Kreps. Când o întreabă pe Poppy despre asta, ea se dezvăluie ca fiind Becky Butler, subiectul podcastului, și că Kreps este iubitul Cindei care a ajutat-o pe Cinda să aranjeze dovezile. Mabel ajunge la concluzia că Cinda este adevărata minte criminală din spatele uciderii lui Bunny.                                                                |              |                                |               |                                               |                |                  |
| 20 | 10           | „Știu cine a făcut-o”          | Jamie Babbit  | John Hoffman, Matteo Borghese & Rob Turbovsky | 23 august 2022 | 2DWB10           |
| Trio-ul organizează o petrecere de dezvăluire a ucigașului în care se străduiesc să-l facă pe ucigașul lui Bunny să mărturisească. După ce a eșuat cu Cinda, Mabel o declară pe Alice ucigașul, ceea ce pare să fie adevărat atunci când Alice îl înjunghie pe Charles în stomac. Cinda o laudă pe Mabel pentru că a rezolvat cazul, ceea ce o face pe Becky atât de frustrată încât dezvăluie fără să vrea informații pe care doar ucigașul le-ar cunoaște. În timp ce Charles se trezește nevătămat, toți oaspeții dezvăluie că întreaga petrecere a fost un act de a o demasca pe Becky drept adevărata ucigașă. Detectivul Williams a aflat că arma crimei conținea ADN-ul lui Becky și Mabel și-a dat seama că Bunny i-a spus „14 Sandviș”, care era masa preferată a lui Becky la restaurantul obișnuit al lui Bunny. Becky este arestată împreună cu Kreps, care se dezvăluie a fi iubitul lui Becky. Motivul lor a fost să facă un podcast despre crima premeditată și să devină celebri. Serialul Brazzos se filmează din nou, iar Charles o invită în oraș pe Joy, cea care îl machiază; Mabel și Alice își reiau relația; iar Oliver se împacă cu fiul său, care știe deja că nu sunt înrudiți biologic. Un an mai târziu, în seara de deschidere a unei piese de teatru pe Broadway regizate de Oliver, actorul principal, Ben Glenroy, moare brusc în timpul spectacolului său. |              |                                |               |                                               |                |                  |

### Sezonul 3 (2023)
| Nr. în serial | Nr. în sezon | Titlu                    | Regizat de                             | Scris de                          | Data lansării      | Cod de producție |
| ------------- | ------------ | ------------------------ | -------------------------------------- | --------------------------------- | ------------------ | ---------------- |
| 21            | 1            | „Spectacolul trebuie...” | John Hoffman                           | John Hoffman & Sas Goldberg       | 8 august 2023      | 3DWB01           |
| 22            | 2            | „Muzica merge înainte”   | John Hoffman                           | Ben Smith & Joshua Allen Griffith | 8 august 2023      | 3DWB02           |
| 23            | 3            | „Scoateți-vă batistele!” | Adam Shankman                          | Matteo Borghese & Rob Turbovsky   | 15 august 2023     | 3DWB03           |
| 24            | 4            | „Camera albă”            | Adam Shankman                          | J. J. Philbin                     | 22 august 2023     | 3DWB04           |
| 25            | 5            | „Ah, iubirea!”           | Chris Koch                             | Tess Morris & Noah Levine         | 29 august 2023     | 3DWB05           |
| 26            | 6            | „Lumină fantomă”         | Chris Koch                             | Madeleine George                  | 5 septembrie 2023  | 3DWB06           |
| 27            | 7            | „CoBro”                  | Cherien Dabis                          | Ben Philippe & Jake Schnesel      | 12 septembrie 2023 | 3DWB07           |
| 28            | 8            | „Sitzprobe”              | Shari Springer Berman & Robert Pulcini | Pete Swanson & Siena Streiber     | 19 septembrie 2023 | 3DWB08           |
| 29            | 9            | „Treizeci”               | Cherien Dabis                          | Elaine Ko                         | 26 septembrie 2023 | 3DWB09           |
| 30            | 10           | „Seara premierei”        | Jamie Babbit                           | John Hoffman & Ben Smith          | 3 octombrie 2023   | 3DWB10           |

### Sezonul 4 (2024)
| Nr. în serial | Nr. în sezon | Titlu                          | Regizat de                             | Scris de                             | Data lansării      | Cod de producție |
| ------------- | ------------ | ------------------------------ | -------------------------------------- | ------------------------------------ | ------------------ | ---------------- |
| 31            | 1            | „Undeva, cândva în Vest”       | John Hoffman                           | John Hoffman & Joshua Allen Griffith | 27 august 2024     | 4DWB01           |
| 32            | 2            | „Poarta raiului”               | John Hoffman                           | Kristin Newman                       | 3 septembrie 2024  | 4DWB02           |
| 33            | 3            | „Doi la drum”                  | Chris Koch                             | Ben Smith & Pete Swanson             | 10 septembrie 2024 | 4DWB03           |
| 34            | 4            | „Cascadorul”                   | Chris Koch                             | Madeleine George                     | 17 septembrie 2024 | 4DWB04           |
| 35            | 5            | „Adaptare”                     | Jessica Yu                             | J. J. Philbin & Ella Robinson Brooks | 24 septembrie 2024 | 4DWB05           |
| 36            | 6            | „Împușcătura”                  | Jessica Yu                             | Rick Wiener & Kenny Schwartz         | 1 octombrie 2024   | 4DWB06           |
| 37            | 7            | „Valea păpușilor”              | Shari Springer Berman & Robert Pulcini | Matteo Borghese & Rob Turbovsky      | 8 octombrie 2024   | 4DWB07           |
| 38            | 8            | „Barca de salvare”             | Shari Springer Berman & Robert Pulcini | Kristin Newman & Jake Schnesel       | 15 octombrie 2024  | 4DWB08           |
| 39            | 9            | „Evadare de pe planeta Klongo” | Jamie Babbit                           | Ben Smith & Alex Bigelow             | 22 octombrie 2024  | 4DWB09           |
| 40            | 10           | „Bunul meu prieten se însoară” | Jamie Babbit                           | John Hoffman & J. J. Philbin         | 29 octombrie 2024  | 4DWB10           |

## Producția
În ianuarie 2020, Hulu anunță dezvoltarea serialului cu Steve Martin și John Hoffman ca creatori.. Serialul este produs de 20th Television și constă din zece episoade.. În august 2020, a fost anunțat că cântăreața și actrița Selena Gomez va fi unul dintre producătorii executivi ai seriei..
La 29 iulie 2021, Hulu anunță că serialul va fi difuzat din 31 august 2021..  
La 15 septembrie 2021, în urma marelui succes al serialului, Hulu reînnoiește seria pentru un al doilea sezon programat pentru 2022.
La 11 iulie 2022, serialul a fost reînnoit de Hulu pentru un al treilea sezon programat pentru 2023..

## Recepția critică
Site-ul web al agregatorului de recenzii Rotten Tomatoes a raportat un rating de aprobare de 100%, cu o evaluare medie de 7,80/10, pe baza a 23 de recenzii critice. Consensul criticilor site-ului spune: „‘Only Murders in the Building’ abordează subiectul maniacilor criminalității prin prisma prostiei. Este atât hilar, cât și perspicace. În mare parte datorită trio-ului său central extrem de fermecător”.
Metacritic a acordat seriei un scor mediu ponderat de 76 din 100 pe baza a 15 recenzii, indicând „în general recenzii favorabile”.

## Premii
Aceasta este o listă a nominalizărilor la cele mai importante premii din industria televiziunii:
| An        | Premiu                         | Categorie                                                                          | Nominalizat(i) | Rezultat     | Ref.          |
| --------- | ------------------------------ | ---------------------------------------------------------------------------------- | --- | ------------ | ------------- |
| Sezonul 1 |                                |                                                                                    | |              |               |
| 2021      | People's Choice Awards         | Serialul de comedie al anului 2021                                                 | Only Murders in the Building | Nominalizare | [ 12 ]        |
| 2021      | People's Choice Awards         | Actorul de comedie al anului 2021                                                  | Selena Gomez | Câștigat     | [ 12 ]        |
| 2021      | People's Choice Awards         | Actorul de comedie al anului 2021                                                  | Steve Martin | Nominalizare | [ 12 ]        |
| 2022      | Premiile Globul de Aur         | Cea mai bună Comedie sau Muzical                                                   | Only Murders in the Building | Nominalizare | [ 13 ]        |
| 2022      | Premiile Globul de Aur         | Cel mai bun actor de televiziune – Comedie sau Muzical                             | Steve Martin | Nominalizare | [ 13 ]        |
| 2022      | Premiile Globul de Aur         | Cel mai bun actor de televiziune – Comedie sau Muzical                             | Martin Short | Nominalizare | [ 13 ]        |
| 2022      | Premiile MTV Movie & TV        | Cea mai bună echipă                                                                | Selena Gomez, Steve Martin și Martin Short | Nominalizare | [ 14 ]        |
| 2022      | Premiul Emmy                   | Premiul Emmy pentru cel mai bun serial de comedie                                  | Dan Fogelman, Jess Rosenthal, Jamie Babbit, Steve Martin, Martin Short, Selena Gomez, John Hoffman, Kristin Newman, Kirker Butler, Ben Smith, Matteo Borghese, Rob Turbovsky, Thembi L. Banks și Jane Raab                          | Nominalizare | [ 15 ] [ 16 ] |
| 2022      | Premiul Emmy                   | Premiul Emmy pentru cel mai bun actor într-un serial comedie                       | Steve Martin | Nominalizare | [ 15 ] [ 16 ] |
| 2022      | Premiul Emmy                   | Premiul Emmy pentru cel mai bun actor într-un serial comedie                       | Martin Short | Nominalizare | [ 15 ] [ 16 ] |
| 2022      | Premiul Emmy                   | Premiul Emmy pentru cea mai bună regie a unui serial comedie                       | Jamie Babbit (pentru episodul "O crimă reală") | Nominalizare | [ 15 ] [ 16 ] |
| 2022      | Premiul Emmy                   | Premiul Emmy pentru cea mai bună regie a unui serial comedie                       | Cherien Dabis (pentru episodul "Băiatul de la 6B") | Nominalizare | [ 15 ] [ 16 ] |
| 2022      | Premiul Emmy                   | Premiul Emmy pentru cel mai bun actor invitat într-un serial comedie               | Nathan Lane (pentru episodul "Băiatul de la 6B") | Câștigat     | [ 15 ] [ 16 ] |
| 2022      | Premiul Emmy                   | Premiul Emmy pentru cea mai bună actriță invitată într-un serial comedie           | Jane Lynch (pentru episodul "Grabă") | Nominalizare | [ 15 ] [ 16 ] |
| 2022      | Premiul Satellite              | Premiul Satellite pentru cel mai bun serial - Muzical sau Comedie                  | Only Murders in the Building | Nominalizare | [ 17 ]        |
| 2022      | Premiul Satellite              | Premiul Satellite pentru cel mai bun actor - Serial Muzical sau Comedie            | Steve Martin | Nominalizare | [ 17 ]        |
| 2022      | Premiul Satellite              | Premiul Satellite pentru cea mai bună actriță - Serial Muzical sau Comedie         | Selena Gomez | Nominalizare | [ 17 ]        |
| 2022      | Premiul Sindicatului Actorilor | Cea mai bună prestație a unui grup de actori într-un serial de comedie             | Aaron Dominguez, Selena Gomez, Jackie Hoffman, Jayne Houdyshell, Steve Martin, Amy Ryan și Martin Short | Nominalizare | [ 18 ]        |
| 2022      | Premiul Sindicatului Actorilor | Cel mai bun actor într-un serial de comedie                                        | Steve Martin | Nominalizare | [ 18 ]        |
| 2022      | Premiul Sindicatului Actorilor | Cel mai bun actor într-un serial de comedie                                        | Martin Short | Nominalizare | [ 18 ]        |
| Sezonul 2 |                                |                                                                                    | |              |               |
| 2023      | Premiile Globul de Aur         | Cea mai bună Comedie sau Muzical                                                   | Only Murders in the Building | Nominalizare | [ 19 ]        |
| 2023      | Premiile Globul de Aur         | Cel mai bun actor de televiziune – Comedie sau Muzical                             | Steve Martin | Nominalizare | [ 19 ]        |
| 2023      | Premiile Globul de Aur         | Cel mai bun actor de televiziune – Comedie sau Muzical                             | Martin Short | Nominalizare | [ 19 ]        |
| 2023      | Premiile Globul de Aur         | Cea mai bună actriță de televiziune – Comedie sau Muzical                          | Selena Gomez | Nominalizare | [ 19 ]        |
| 2023      | Premiul Sindicatului Actorilor | Cel mai bun actor de televiziune – Comedie                                         | Steve Martin | Nominalizare |               |
| 2023      | Premiul Sindicatului Actorilor | Cel mai bun actor de televiziune – Comedie                                         | Martin Short | Nominalizare |               |
| 2023      | Premiul Sindicatului Actorilor | Cea mai bună prestație a unui grup de actori într-un serial de comedie             | Michael Cyril Creighton, Cara Delevingne, Selena Gomez, Jayne Houdyshell, Steve Martin, Martin Short și Adina Verson | Nominalizare |               |
| 2023      | Premiile MTV Movie & TV        | Cea mai bună prestație într-un serial                                              | Selena Gomez | Nominalizare | [ 20 ]        |
| 2023      | Premiile MTV Movie & TV        | Cel mai bun sărut                                                                  | Selena Gomez și Cara Delevingne | Nominalizare | [ 20 ]        |
| 2023      | Premiul Emmy                   | Premiul Emmy pentru cel mai bun serial de comedie                                  | | Nominalizare | [ 21 ]        |
| 2023      | Premiul Emmy                   | Premiul Emmy pentru cel mai bun actor într-un serial comedie                       | Martin Short | Nominalizare | [ 21 ]        |
| 2023      | Premiul Emmy                   | Premiul Emmy pentru cel mai bun scenariu al unui serial de comedie                 | John Hoffman, Matteo Borghese și Rob Turbovsky (episodul "I Know Who Did It") | Nominalizare | [ 21 ]        |
| Sezonul 3 |                                |                                                                                    | |              |               |
| 2024      | Premiile Globul de Aur         | Cea mai bună Comedie sau Muzical                                                   | Only Murders in the Building | Nominalizare | [ 22 ]        |
| 2024      | Premiile Globul de Aur         | Cel mai bun actor de televiziune – Comedie sau Muzical                             | Steve Martin | Nominalizare | [ 22 ]        |
| 2024      | Premiile Globul de Aur         | Cel mai bun actor de televiziune – Comedie sau Muzical                             | Martin Short | Nominalizare | [ 22 ]        |
| 2024      | Premiile Globul de Aur         | Cea mai bună actriță de televiziune – Comedie sau Muzical                          | Selena Gomez | Nominalizare | [ 22 ]        |
| 2024      | Premiile Globul de Aur         | Cea mai bună actriță în rol secundar                                               | Meryl Streep | Nominalizare | [ 22 ]        |
| 2024      | Premiul Sindicatului Actorilor | Cea mai bună prestație a unui grup de actori într-un serial de comedie             | Gerald Caesar, Michael Cyril Creighton, Linda Emond, Selena Gomez, Allison Guinn, Steve Martin, Ashley Park, Don Darryl Rivera, Paul Rudd, Jeremy Shamos, Martin Short, Meryl Streep, Wesley Taylor, Jason Veasey și Jesse Williams | Nominalizare |               |
| 2024      | People's Choice Awards         | Show of the Year                                                                   | Only Murders in the Building | Nominalizare |               |
| 2024      | People's Choice Awards         | Comedy Show of the Year                                                            | Only Murders in the Building | Câștigat     |               |
| 2024      | People's Choice Awards         | Male TV Star of the Year                                                           | Steve Martin | Nominalizare |               |
| 2024      | People's Choice Awards         | Female TV Star of the Year                                                         | Selena Gomez | Câștigat     |               |
| 2024      | People's Choice Awards         | Comedy TV Star of the Year                                                         | Steve Martin Selena Gomez | Nominalizare |               |
| 2024      | People's Choice Awards         | TV Performance of the Year                                                         | Meryl Streep | Nominalizare |               |
| 2024      | Premiul Emmy                   | Premiul Emmy pentru cel mai bun serial de comedie                                  | | În așteptare |               |
| 2024      | Premiul Emmy                   | Premiul Emmy pentru cel mai bun actor într-un serial comedie                       | Martin Short | În așteptare |               |
| 2024      | Premiul Emmy                   | Premiul Emmy pentru cel mai bun actor într-un serial comedie                       | Steve Martin | În așteptare |               |
| 2024      | Premiul Emmy                   | Premiul Emmy pentru cea mai bună actriță într-un serial comedie                    | Selena Gomez | În așteptare |               |
| 2024      | Premiul Emmy                   | Premiul Emmy pentru cel mai bun actor în rol secundar într-un serial de comedie    | Paul Rudd | În așteptare |               |
| 2024      | Premiul Emmy                   | Premiul Emmy pentru cea mai bună actriță în rol secundar într-un serial de comedie | Meryl Streep | În așteptare |               |